# Guido Frei (Journalist)
Guido Frei (* 13. Januar 1921 in Ins, Kanton Bern; † 29. Juni 2010 in Zürich) war ein Schweizer Journalist und langjähriger Direktor beim Schweizer Fernsehen.

## Leben
Guido Frei studierte nach dem Schulbesuch Germanistik und Geschichte und begann seine berufliche Laufbahn 1946 als Journalist bei Radio Zürich.
1958 wechselte er als Mitarbeiter zum Schweizer Fernsehen, dem nationale Fernsehen der deutschen und der rätoromanischen Schweiz. 1965 erfolgte seine Ernennung zum Fernsehdirektor. Nach der Zusammenfassung von Schweizer Radio DRS und Schweizer Fernsehen in je einer Regionaldirektion war er zeitgleich von 1974 bis 1979 Programmdirektor des Fernsehens.
Frei, ein anerkannter Medienkenner, war zuletzt von 1979 bis zu seinem Eintritt in den Ruhestand 1986 Stellvertretender Regionaldirektor des Schweizer Fernsehen und in dieser Funktion für die Programmkoordination von Fernsehen und Radio zuständig. Dabei befasste er sich auch mit den Themenfeldern Programm- und Medienfragen sowie Programm- und Medienentwicklung.
Nach seiner Pensionierung blieb er auf Bitten von Programmdirektor Ulrich Kündig Berater des Senders und nahm bis 1989 verschiedene Aufgaben innerhalb der Redaktion des öffentlich-rechtlichen Fernsehprogramms von 3sat war.
Darüber hinaus war er auch als Autor von Drehbüchern tätig und verfasste das Drehbuch zu einem Dokumentarfilm über die Ilias von Homer in einer Koproduktion von ZDF, ORF und SRG zur Sendereihe Schauplätze der Weltliteratur.

## Schriften (Auswahl)
- Das Zürcher Stadttheater unter der Direktion Alfred Reucker, 1901–1921. Diss. phil. I Zürich 1951.
- In eigener Sache – Rückblenden auf vier Jahrzehnte Radio und Fernsehen DRS. Zürich: Orell Füssli 2006.